# Leptotyphlops distanti
Leptotyphlops distanti este o specie de șerpi din genul Leptotyphlops, familia Leptotyphlopidae, descrisă de George Albert Boulenger în anul 1892. Conform Catalogue of Life specia Leptotyphlops distanti nu are subspecii cunoscute.